# Túpac Amaru III (Piura)
Túpac Amaru III es un caserío peruano ubicado en el distrito de Cura Mori, perteneciente a la provincia y departamento de Piura, al norte del Perú. 

## Ubicación
Túpac Amaru III se ubica al suroeste de la provincia de Piura, en el distrito de Cura Mori, en el departamento de Piura.

## Demografía
En 2017 Túpac Amaru III tenía una población de 68 habitantes.